# Chaldene (måne)
Chaldene er en af planeten Jupiters måner: Den blev opdaget 26. november 2000, af Scott S. Sheppard, David C. Jewitt, Yanga R. Fernández og Eugene A. Magnier. Lige efter opdagelsen fik den den midlertidige betegnelse S/2000 J 10, og ifølge det nummersystem Galileo Galilei indførte med de galileiske måner hedder den Jupiter XXI. Senere har den Internationale Astronomiske Union formelt besluttet at opkalde den efter Chaldene fra den græske mytologi; en af Zeus' elskerinder.
Chaldene tilhører en gruppe af Jupiter-måner kaldet Carme-gruppen; måner med omtrent samme retrograde og stejle omløbsbaner som Carme (måne). Chaldene har en diameter på ca. 3,8 kilometer, og ud fra skøn over dens masse anslås dens massefylde til omkring 2600 kilogram pr. kubikmeter. Det tyder på at den primært består af klippemateriale, og i mindre omfang af is. Overfladen er mørk, og tilbagekaster kun 4% af det lys der falder på den.